# Сремац, Стеван
Сте́ван Сре́мац (11(23) ноября 1855, Сента, Австрийская империя — 12(25) августа 1906, Сокобаня, Королевство Сербия) — выдающийся сербский писатель-беллетрист. Из его произведений наиболее известны роман «Вукадин», а также повести и рассказы: «Ивкова слава», «Зона Замфирова», «Иллюминация в деревне», «Поп Чира и поп Спира», «Прва Пушина жалост», «Троглав», «Помпадурина шетња», «Последней бадњи дан», «Капетан Марјан», «Ексик хађије», «Макам Ибиш-ага» (ряд исторических картин в эпическом стиле летописей).
В 1894 году опубликовал авторское переложение народных турецких анекдотов о Ходже Насреддине.
В Сербии его часто сравнивают с Гоголем.
Ему воздвигнут памятник в городе Ниш (Сербия).